# Roy A. Young

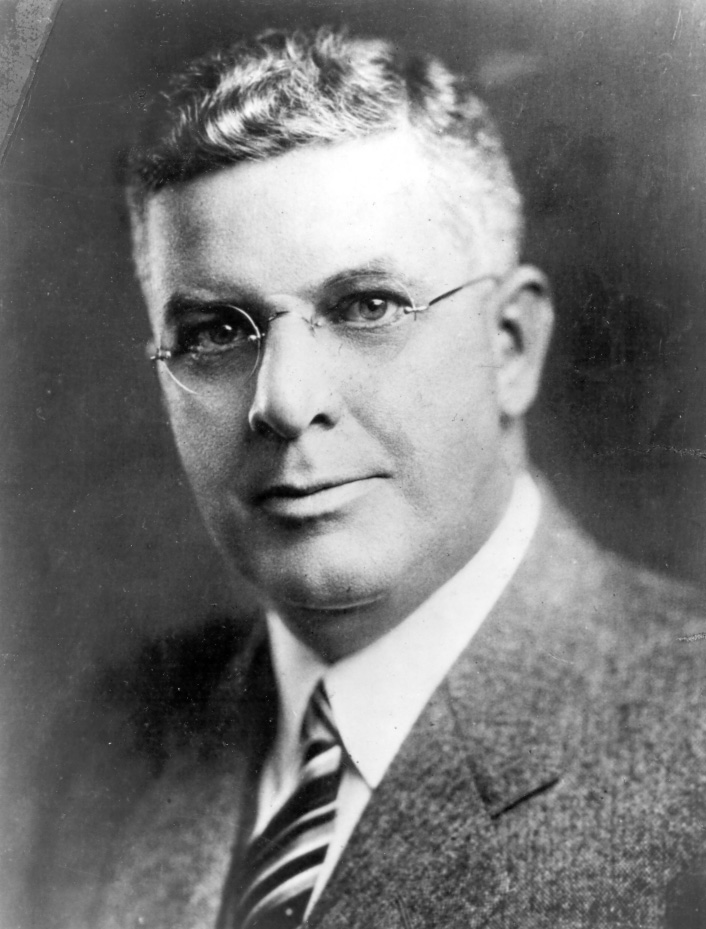
Roy A. Young

Roy Archibald Young (* 17. Mai 1882 in Marquette, Michigan; † 31. Dezember 1960 in Chestnut Hill, Massachusetts) war ein US-amerikanischer Finanzmanager, der zwischen 1927 und 1930 Gouverneur des Ausschusses des Federal Reserve System war.

## Leben
Young arbeitete bereits als Achtjähriger als Bote für die First National Bank of Marquette und begann nach dem Besuch der Marquette High School eine Tätigkeit als stellvertretender Kassierer bei der Marquette National Bank. Danach wechselte er als stellvertretender Kassierer zur First National Bank of Marquette und wurde 1913 Vizepräsident der Citizens National Bank. Sechs Jahre später wurde er 1919 Präsident der Federal Reserve Bank of Minneapolis und bekleidete diesen Posten bis 1927. In dieser Funktion sah er sich großem Wandel ausgesetzt, da nach dem Ersten Weltkrieg ausländische Nachfragen nach landwirtschaftlichen Erzeugnissen sanken, Preise fielen und zahlreiche Banken einer Krise ausgesetzt waren. Während das Stürmen auf Banken und Panikreaktionen dazu führten, dass landesweit 20 Prozent der Banken zwischen 1921 und 1929 zur Schließung gezwungen waren, waren die Bankschließungen in dem zur Federal Reserve Bank of Minneapolis gehörenden neunten Bezirk des Federal Reserve System besonders hoch: 31 Prozent in Minnesota, 62 Prozent in North Dakota sowie jeweils 70 Prozent der Banken in South Dakota und in Montana.
Im September 1927 ernannte US-Präsident Calvin Coolidge Young zum vierten Gouverneur des Ausschusses des Federal Reserve System in Washington, D.C. und damit zum Nachfolger von Daniel R. Crissinger. Er bekleidete diesen Posten vom 4. Oktober 1927 bis zum 31. August 1930 und wurde dann von Eugene Meyer abgelöst. Während seiner Amtszeit kam es zum Schwarzen Donnerstag am 24. Oktober 1929 sowie zum Schwarzen Dienstag am 29. Oktober 1929 und im weiteren Verlauf zur Great Depression und Weltwirtschaftskrise. Young setzte sein Hauptaugenmerk in die Stärkung des Bankensystems zur Beeinflussung der Geldpolitik. Er betrachtete Geldausgabe, Rediskont, Einigung zu internationalen Transaktionen und andere traditionelle Bankaktivitäten als die grundlegenden Aufgaben des Zentralbanksystems. Es ging ihm weniger darum, Veränderungen herbeizuführen, die das wirtschaftliche Umfeld beeinflussen.
Nach dem Ende seiner Amtszeit als Gouverneur des Ausschusses des Federal Reserve System nahm Young 1930 den mit 30.000 US-Dollar Jahreseinkommen dotierten Posten als Gouverneur sowie Präsident der Federal Reserve Bank of Boston an und wurde damit Nachfolger des am 7. April 1930 verstorbenen William Harding, der von 1916 bis 1922 zweiter Gouverneur des Ausschusses des Federal Reserve System war. Er verblieb bis 1942 in dieser Funktion und wurde im Anschluss erst Präsident sowie später Aufsichtsratsvorsitzender der Merchants National Bank in Boston. Später wurde er Mitglied des Vorstands der American Woolen Company, deren Vorstandsvorsitzender er 1954 wurde. Aus seiner Ehe mit Amy Goodridge Bosson gingen zwei Töchter hervor.